# Ian H. Frazer
Pour les articles homonymes, voir Frazer.
Ian H. Frazer (ou simplement Ian Frazer), né le 6 janvier 1953 à Glasgow est un médecin immunologiste australien.

## Biographie
Avant d'émigrer à Melbourne (Australie)  en 1980, il a reçoit une formation de spécialiste de la médecine des reins et d'immunologue clinique à Édimbourg, en Écosse. Là, il travaille avec le professeur Ian Mackay, à l'Institut Walter et Eliza Hall de recherche médicale sur l'immunologie virale et l'auto-immunité. 
Après avoir déménagé à Brisbane en 1985, il devient professeur à l'University of Queensland. Il dirige le Centre de recherche sur l'immunologie et le cancer, qui est un institut de recherche de l'université. 
Il est d'autre part l'auteur d'un article paru dans Medical Humanities en 2005, intitulé Jane Austen’s lifelong health problems and final illness, dans lequel il remet en cause l'hypothèse généralement acceptée depuis 1964 selon laquelle Jane Austen serait morte de la maladie d'Addison.

## Distinctions
- Élu « Australien de l'année 2006 »[4] pour son développement du vaccin contre le papillomavirus humain, destiné à diminuer le risque du cancer du col de l'utérus.
- Fondateur du Centre de recherche pour l'immunologie et le cancer de l'Université du Queensland.
- Il reçoit en mars 2007 la médaille Florey pour la recherche médicale[1].
- En 2008, il est lauréat du prix Balzan en 2008 en médecine préventive, vaccination incluse[1].
- Il est conseiller de l'Organisation mondiale de la santé et de la Fondation Bill-et-Melinda-Gates pour les vaccins contre le virus du papillome humain[1].
- En 2014, il est élu fellow de l'Académie australienne des sciences de la santé et de la médecine.